# Lieven Debrauwer
Lieven Debrauwer est un réalisateur belge né à Roulers le 15 avril 1969. 

## Biographie
En 2010, Lieven Debrauwer tourne Sharkwise, un documentaire sur les aventures de plongée de Marc Sluszny auprès des grands requins blancs.

## Filmographie partielle
- 2001 : Pauline et Paulette

## Récompenses et distinctions
En 2001, Lieven Debrauwer est récompensé du Prix Joseph Plateau du meilleur réalisateur pour Pauline et Paulette.